# セントラルスポーツプラザ
株式会社セントラルスポーツプラザは、東京都中央区に拠点を置く日本のスポーツクラブ・スイミングスクール運営業者である。

## 沿革
- 1990年7月5日 - 明治製菓（現：株式会社 明治）の出資により「株式会社明治スポーツプラザ」が設立される。
- 1991年5月 - 高槻事業所オープン。
- 1993年5月 - 新潟事業所オープン。
- 1995年6月 - 川崎事業所オープン。
- 2004年4月 - 和光事業所をオープン。
- 2005年5月 - 東京ガススポーツの全株式譲受。鶴見事業所、金沢八景事業所、藤が丘事業所
- 2006年12月 - 高槻事業所（ザバススポーツクラブデルタ）リニューアルオープン。
- 2007年3月 - フォレスタクリエーションの営業権譲受。行徳事業所、新松戸事業所、本八幡事業所
- 2009年11月 - 新潟事業所　閉店（大教スイミングに営業権譲渡）
- 2011年3月 - 行徳事業所、本八幡事業所 クローズ
- 2012年 - 『アクア』店舗を『ザバス』にブランド統一。
- 2013年8月 - 明治が、保有する全株をセントラルスポーツへ譲渡。明治グループから離脱しセントラルスポーツのグループ会社となる。
- 2024年
  - 4月 - 株式会社セントラルスポーツプラザに商号変更。登記上本店を現本社に移転。
  - 8月 - 株式会社レフコ（香川県丸亀市）から、同社から新設分割されたRefco株式会社[1]の全株式を譲受[2]。
  - 10月 - Refco株式会社を合併し、同社運営のレフコ5店舗をセントラルスポーツプラザ24にリブランド[3]。

## 営業形態別
直営店
- ザバススポーツクラブ（デルタ、川崎、和光、新松戸、鶴見、金沢八景、藤が丘）
- セントラルスポーツプラザ24（高松、岡山、姫路、大分、くまなん）

指定管理店
- 横須賀市すこやかん、高槻市立市民プール、川崎市幸スポーツセンター、川崎市石川記念武道館、宮前スポーツセンター
- 木更津市いきいき館、茨木市忍頂寺スポーツ公園
- 茨木市立五十鈴市民プール、茨木市立中条市民プール、茨木市立市民体育館
- 入江崎余熱利用プール

受託事業
- アクアかずさ
- 川崎体育館体育室、とどろきアリーナ体育室
- 相模原市 市民健康文化センター

外販事業部
- 介護予防事業